# 遠征轉運船塢艦
蒙特福特角级基地平台船（原名機動登陸平台），為半潛水船型，具有靈活的模塊化平台，為美國海軍運輸大型物資，例如將車輛和設備從海上轉運到岸邊。該艦主要執行輔助、保障性任務，主要依靠搭載的直升機、傾轉旋翼機、載人和無人艇以及特種部隊，執行反水雷、反海盜、反走私、海上安全行動、人道主義援助和救災、危機回應以及後勤保障支援任務。這些船大大減少了對外國港口的依賴，並在沒有港口可運用的情況下，提供支援，可用作直升機起降基地，還可以為軍事行動提供後勤支援。

## 發展與設計
美國海軍根據《2011財年造艦長期計劃》將發展3支海上預置中隊，進一步發揮海上基地的功能，保障高強度強制進入作戰，每個預置中隊將編制一艘從陸軍接收的大型中速滚装船（LMSR）、一艘乾貨彈藥船和一艘新式的「機動登陸平台」。2011年1月，時任美國海軍部長雷·馬伯斯（Raymond Edwin Mabus Jr.）宣布，美國海軍的首批2艘「機動登陸平台」將被分別命名為「蒙特福特角」號（USNS Montford Point）、「約翰·葛倫」號（USNS John Glenn）。
「機動登陸平台」首艦「蒙特福特角」號（T-ESD-1）是為了紀念1942－1949年曾在美國北卡羅來納州蒙特福特角基地進行訓練的2萬名非裔美籍的海軍陸戰隊員，杜魯門總統因為他們的卓越貢獻，在1948年簽署行政命令終止了美國軍隊中存在的種族隔離，2011年11月，這2萬名海軍陸戰隊員被追授了美國的最高公民榮譽－國會金質獎章。2011年5月，美國通用動力國家鋼鐵造船公司(NASSCO)宣布獲得了美國海軍建造前2艘新型「機動登陸平台」艦的全額撥款修改合同，合同總價值7.44億美元，首艦於2013年交付，2015年實現作戰部署。

## 退役
2022年年中，海军陆战队宣布打算退役两艘遠征轉運船塢艦。尽管与两栖攻击舰相比，它们的购买成本低廉，并且展示了海基概念，但它们仅限于与海浪高度低于3英尺的海运船连接，并且减少了有效载荷、燃料容量和住宿空间以降低成本。这导致决定退役船舶以优先考虑其他船舶，例如更成功的遠征移動基地艦（ESB）。

## 艦名列表
| 舷號    | 中文艦名     | 英文艦名       | 動工時間  | 下水日期   | 服役日期  | 現況   | 備註 |
| T-ESD-1 | 蒙特福特角號 | Montford Point | 2012/1/19 | 2012/11/13 | 2013/5/14 | 服役中 |      |
| T-ESD-2 | 約翰·葛倫號  | John Glenn     | 2012/4/17 | 2013/9/15  | 2014/3/12 | 服役中 |      |